# Incidente en cruce de tren de Dhamara Ghat
El Incidente en cruce de tren de Dhamara Ghat fue un accidente ocurrido el 19 de agosto de 2013, donde al menos 37 personas murieron y 24 resultaron heridas después de ser golpeados por un tren de Rajya Rani Express al cruzar las vías en la estación de tren Dhamara Ghat en el estado indio de Bihar. Los pasajeros eran en su mayoría peregrinos hindúes que regresaban de oraciones en el cercano mandir de Katyayani. El accidente provocó una protesta de los pasajeros que golpearon al inconsciente conductor, atacaron al personal e incendiaron dos vagones del tren. El primer ministro del estado de Bihar, Nitish Kumar, lo llamó "la más rara de las raras tragedias". Prometió 200.000 rupias, o alrededor de $ 3.180, a las familias de las víctimas, e instó al Ministerio de trenes a hacer lo mismo.

## Damnificados
De acuerdo con S. K. Bhardwaj, un oficial de policía de alto nivel de Bihar, 37 personas perdieron la vida. Entre ellos se encontraban 13 mujeres, cuatro niños y 20 hombres. Las víctimas caminaban por las vías en la estación de Dhamara Ghat tras bajar los pasajeros de Samastipur-Saharsa cuando el Saharsa-Patna Rajya Rani Express viajaba a 80 km/h, les pasó por encima.